# Anne Morgan (filantroop)

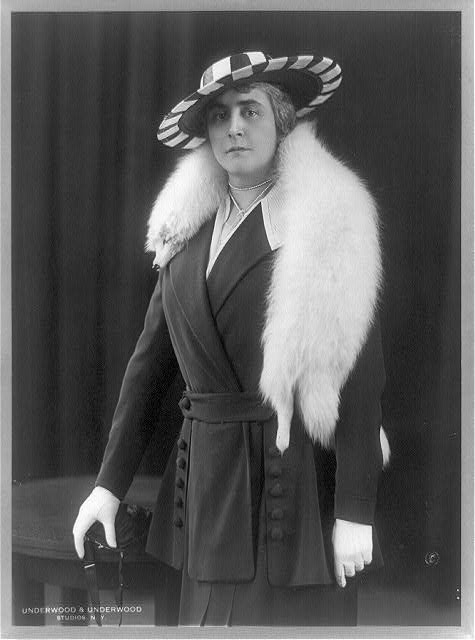
Anne Morgan omstreeks 1915

Anne Tracy Morgan (25 juli 1873 - 29 januari 1952) was een Amerikaans filantroop.

## Biografie
Morgan was de jongste dochter van vier kinderen van de ondernemer en bankier John Pierpont Morgan (1837-1913) en zijn tweede vrouw Frances Louisa Tracy (1842-1924). Ze was de zus van John Pierpont Morgan junior. Ze groeide op in een welvarende omgeving. Haar vader verwierf een leidende positie in de internationale financiële wereld en stelde zijn dochter in staat een voor die tijd uitzonderlijke opleiding te volgen. Tijdens haar studie in Europa bezocht ze de belangrijkste historische plekken en monumenten en maakte ze kennis met verschillende beroemde kunstcollecties en bibliotheken.
Morgan heeft een groot deel van haar leven in Frankrijk gewoond. Voor haar hulp tijdens en na de Eerste en Tweede Wereldoorlog in Frankrijk kreeg zij veel onderscheidingen. In augustus 1927 protesteerde Morgan tegen de executie van de Italiaanse emigranten Sacco en Vanzetti. Samen met Ruth Hale, Dorothy Parker en John Dos Passos reisde ze naar Boston om te demonstreren tegen de doodstraf.
Morgan stierf in Mount Kisco aan de gevolgen van een longontsteking en werd op de begraafplaats Cedar Hill Cemetery in Hartford (Connecticut) begraven. Ze bleef haar hele leven ongehuwd en had geen nakomelingen.
- Bibliothèque nationale de France: cb12166034m (data)
- Gemeinsame Normdatei: 119007827
- International Standard Name Identifier: 0000 0001 2027 7849
- Library of Congress Control Number: n93019756
- Base Léonore: LH//1936/34
- Nationale Bibliotheek van Israël: 987007439940005171
- SNAC: w6q81sqd
- Système universitaire de documentation: 030194083
- Virtual International Authority File: 68136680
- WorldCat: E39PBJgxqyVTBmWWj4HjCMVDMP